# Antoine Pinay
Antoine Pinay (30. prosince 1891 Rhône – 13. prosince 1994 Saint-Chamond) byl francouzský politik, v letech 1952–1953 premiér Francie. Během čtvrté francouzské republiky zastával i řadu dalších funkcí: ministr veřejných prací, dopravy a turismu (1950–1952, 1958), ministr financí (1952–1953, 1958–1960), ministr zahraničí (1955–1956). Jako ministr financí zavedl v roce 1960 tzv. nový frank.  V době, kdy zastával vládní funkce, byl představitelem liberálně-konzervativní strany Národní střed nezávislých a zemědělců (Centre National des Indépendants et Paysans). Byl podporovatelem de Gaulla a jeho návratu k moci, k němuž v roce 1958 také přispěl. Po vzniku Páté republiky vstoupil do gaullistické Unie pro novou republiku (L'Union pour la nouvelle République). V letech 1929–1977 byl starosta Saint-Chamond. Byl prvním francouzským ombudsmanem, v letech 1973–1974. Zemřel ve 102 letech. V důsledku zranění z první světové války měl ochrnutou jednu ruku.